# Raimon d'Alayrac
Ne doit pas être confondu avec Nicolas Dalayrac.
Raymon d'Alayrac est un troubadour du XIVe siècle.

## Biographie
Il est prêtre, originaire de l'Albigeois, et certainement comme l'indique son surnom, d'un lieu nommé à cette époque Alayrac ou Alairac. Il gagne la violette d'or en 1325 aux deuxième concours des jeux floraux avec une chanson, une canso en occitan, en coblas calcaudadas.

## Œuvre
Voici la transcription du début de la chanson de Raimon d'Alayrac :
En Amor ay mon refugi, 

Vas on, de cor, lot jorn rugi, 

Car soy pauzatz en engoysha, 

Pueys soy may près que no cugi, 

Cays sarratz dins una boysha, 

E cug contrafar la moysha, 

Que pren abtamens e vola. 

En amour j'ai mon refuge,

vers lequel, de cœur, toujours je m'enfuis,

car je suis tombé en angoisse,

parce que je suis plus prisonnier que je ne le pense,

comme enserré dans une boîte,

et je crois contrefaire l'émouchet,

qui prend habilement et vole.